# Boston Early Music Festival
Le Boston Early Music Festival ( BEMF ) est une organisation à but non lucratif fondée en 1980 à Boston, Massachusetts, États-Unis pour promouvoir la performance musicale historique ; il présente une série de concerts annuels à Boston et à New York, produit des enregistrements d'opéra et organise un festival et une exposition d'une semaine tous les deux ans à Boston. 

## Présentation
Une pièce maîtresse de ces festivals a été une production d'opéra baroque entièrement mise en scène. L'un des principaux objectifs du BEMF est de dénicher des opéras baroques moins connus, qui sont ensuite interprétés par les plus grands musiciens du monde armés des dernières informations sur le chant d'époque, la performance orchestrale, les costumes, la danse et la mise en scène à chaque festival biennal. Les opéras du BEMF sont dirigés par les directeurs artistiques du BEMF, Paul O'Dette et Stephen Stubbs, le directeur de l'Orchestre du BEMF, Robert Mealy, et le directeur de l'opéra du BEMF, Gilbert Blin. En 2008, BEMF a présenté sa Chamber Opera Series dans le cadre de sa saison de concerts annuelle. La série présente des productions semi-mises en scène d'opéras de chambre composés à l'époque baroque. En 2011, BEMF a emmené sa production de chambre Acis et Galatea de Haendel dans une tournée nord-américaine dans quatre villes. En 2004, le BEMF a lancé un projet pour enregistrer une partie de son travail dans le domaine de l'opéra baroque sur le label CPO. La série a depuis remporté cinq nominations aux Grammy Awards, dont le Grammy Award 2015 du meilleur enregistrement d'opéra. 
À chaque Festival, des concerts sont présentés tous les jours, du matin jusqu'à tard le soir. Les concerts sont donnés par un éventail de sommités et d'étoiles montantes du monde de la musique ancienne. Les concerts du BEMF permettent également des collaborations et des programmes uniques et exceptionnels, grâce à la palette spectaculaire de talents réunis pour les événements de la semaine du Festival. En outre, de nombreux concerts et événements Fringe sont programmés, présentés par des groupes locaux et extérieurs dans un certain nombre de sites à Boston et à Cambridge. L'exposition du Festival est le plus grand événement du genre aux États-Unis, mettant en vedette plus d'une centaine de  fabricants d'instruments historiques, éditeurs de musique, organisations de services, écoles et universités ainsi que collègues associés. 
En 1989, le BEMF a créé une série de concerts annuels pour répondre à la demande croissante de spectacles de musique ancienne tout au long de l'année. Le BEMF a ensuite élargi sa série de concerts en 2006, lorsqu'il a commencé à présenter des performances à New York à la Morgan Library & Museum. La saison annuelle du BEMF établit désormais le seuil national pour les performances de musique ancienne et a présenté des musiciens tels que les Tallis Scholars, Jordi Savall et Hespèrion XXI, de même que Les Arts Florissants, ainsi que les débuts nord-américains de Stile Antico, Bach Collegium Japan, Netherlands Bach Société et Akademie für Alte Musik Berlin. 

## Opéras mis en scène

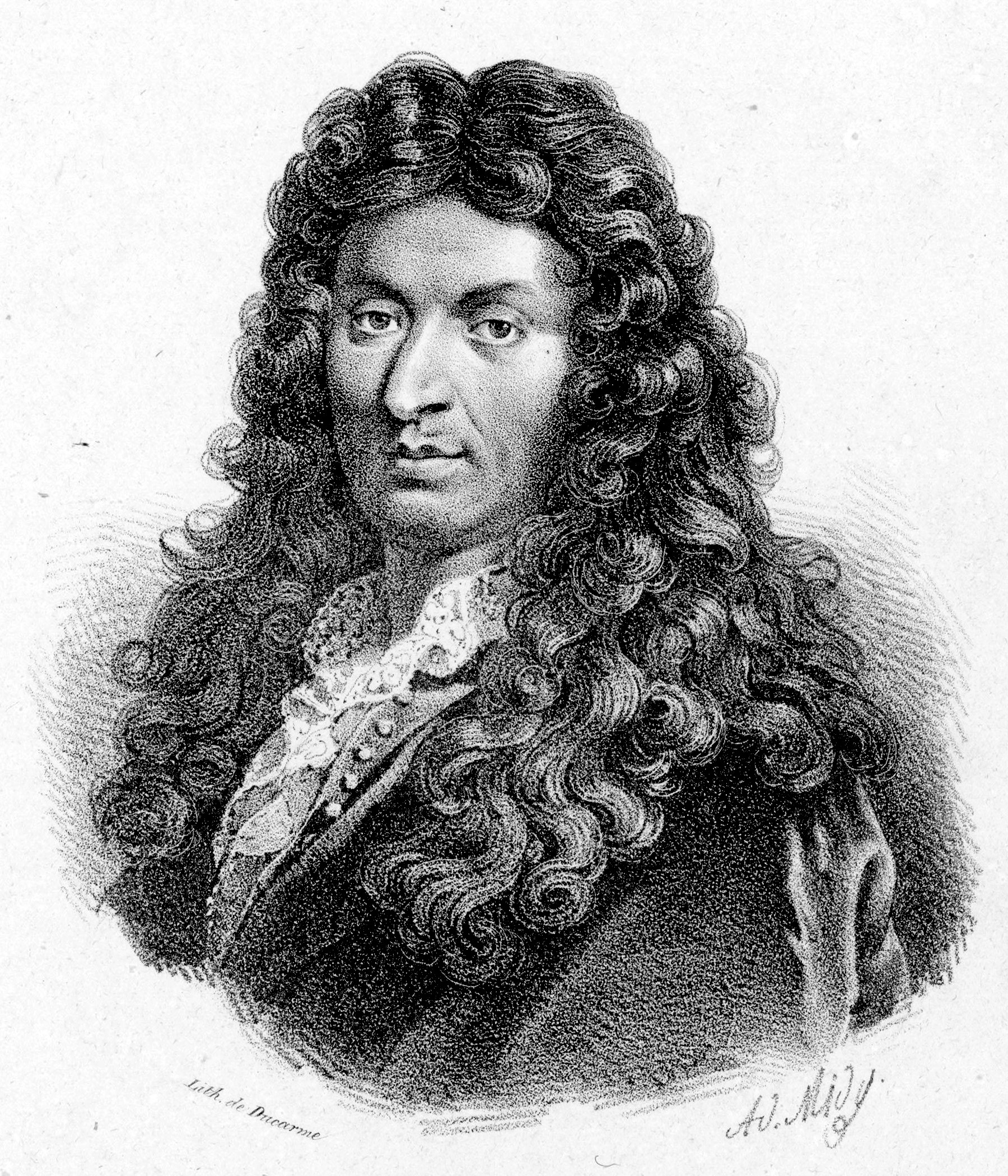
Le BEMF a présenté des opéras de Lully en 2001 et 2007.

- Le roi Arthur de Henry Purcell (1995)
- L'Orfeo de Luigi Rossi (1997)
- Ercole Amante de Francesco Cavalli (1999)
- Thésée de Jean-Baptiste Lully (2001)
- Ariane de Johann Georg Conradi (2003)
- Boris Goudenow de Johann Mattheson (2005)
- Psyché de Jean-Baptiste Lully (2007)
- Vénus et Adonis de John Blow (2008)
- Actéon H.481de Marc-Antoine Charpentier (2008)
- L'incoronazione di Poppea de Claudio Monteverdi (2009)
- Acis et Galatea de George Frideric Handel (2009)
- Didon et Énée de Henry Purcell (2010)
- Niobe, regina di Tebe d'Agostino Steffani (2011)
- La Descente d'Orphée aux enfers H. 488 de Marc-Antoine Charpentier (2011)
- La Couronne de fleurs H.486 de Marc-Antoine Charpentier (2011)Portrait de Marc-Antoine Charpentier

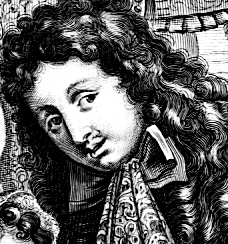
Portrait de Marc-Antoine Charpentier

- L'Orfeo de Claudio Monteverdi (2012)
- Almira de George Frideric Handel (2013)
- La serva padrona de Giovanni Battista Pergolesi (2014)
- Livietta e Tracolo de Giovanni Battista Pergolesi (2014)
- Il ritorno d'Ulisse in patria de Claudio Monteverdi (2015)
- Les Plaisirs de Versailles H.480 de Marc-Antoine Charpentier (2016)
- Les Arts florissants H.487 de Marc-Antoine Charpentier (2016)
- Les Fontaines de Versailles de Michel Richard Delalande (2016)
- Le carnaval de Venise de Andre Campra (2017)
- La liberazione di Ruggiero de Francesca Caccini (2018)
- Orlando Generoso de Agostino Steffani (2019)